# Leonardo Cozzando
Leonardo Cozzando (Rovato, 1620-7 de febrero de 1702) fue un escritor y religioso italiano.

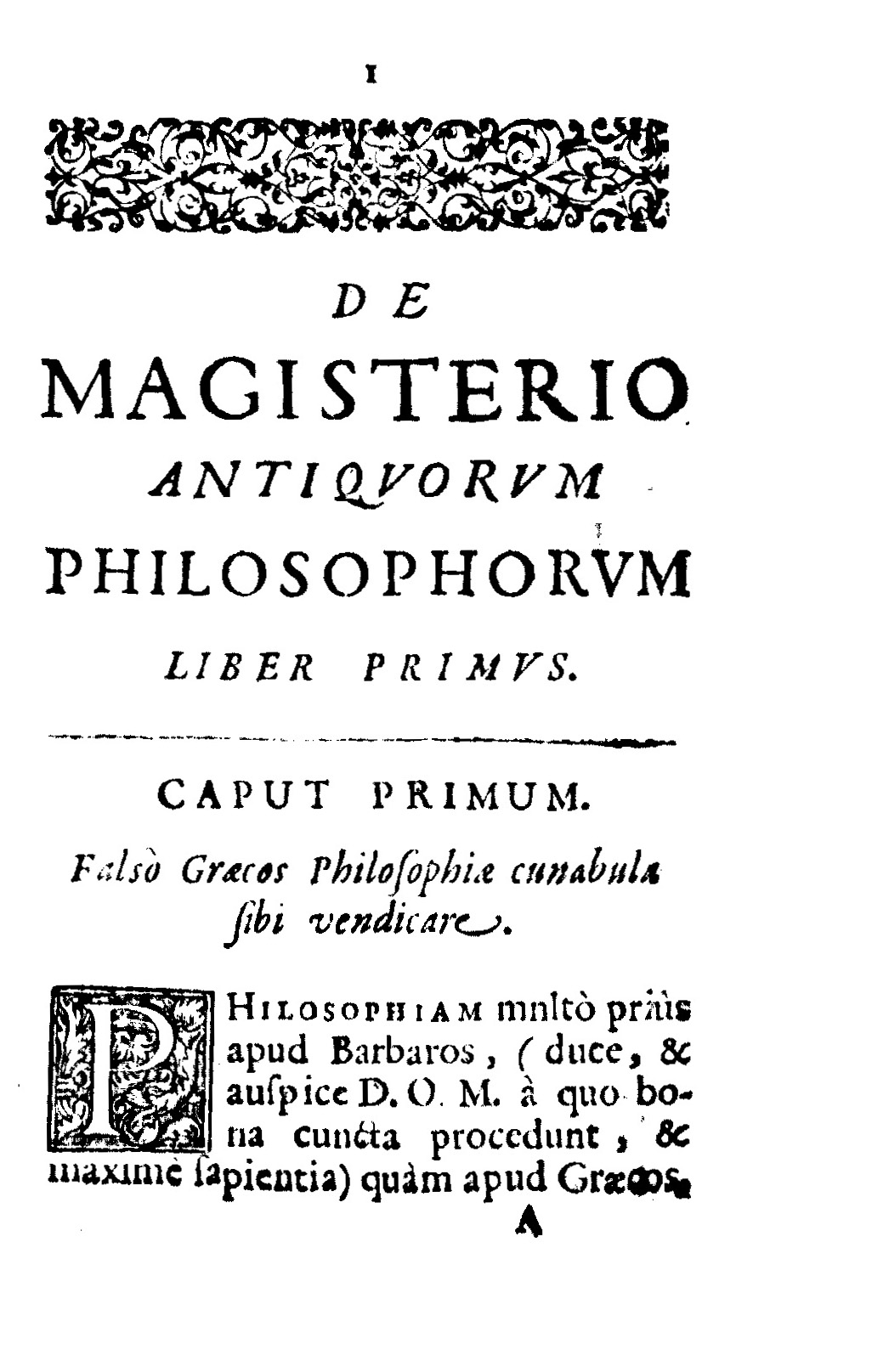
De magisterio antiquorum philosophorum, Libro I (1684)

## Obras
- De magisterio antiquorum philosophorum (en latín). Ginebra: Samuel de Tournes. 1684.
- Della libraria bresciana, nuovamente aperta (en italiano) 1. Brescia: Gio. Maria Rizzardi. 1685.
- Libraria bresciana (en italiano). Brescia: Gio. Maria Rizzardi. 1694.
- Vago, e curioso ristretto profano, e sagro dell'historia bresciana (en italiano). Brescia: Gio. Maria Rizzardi. 1694.